# Пометка заключённых в концентрационных лагерях

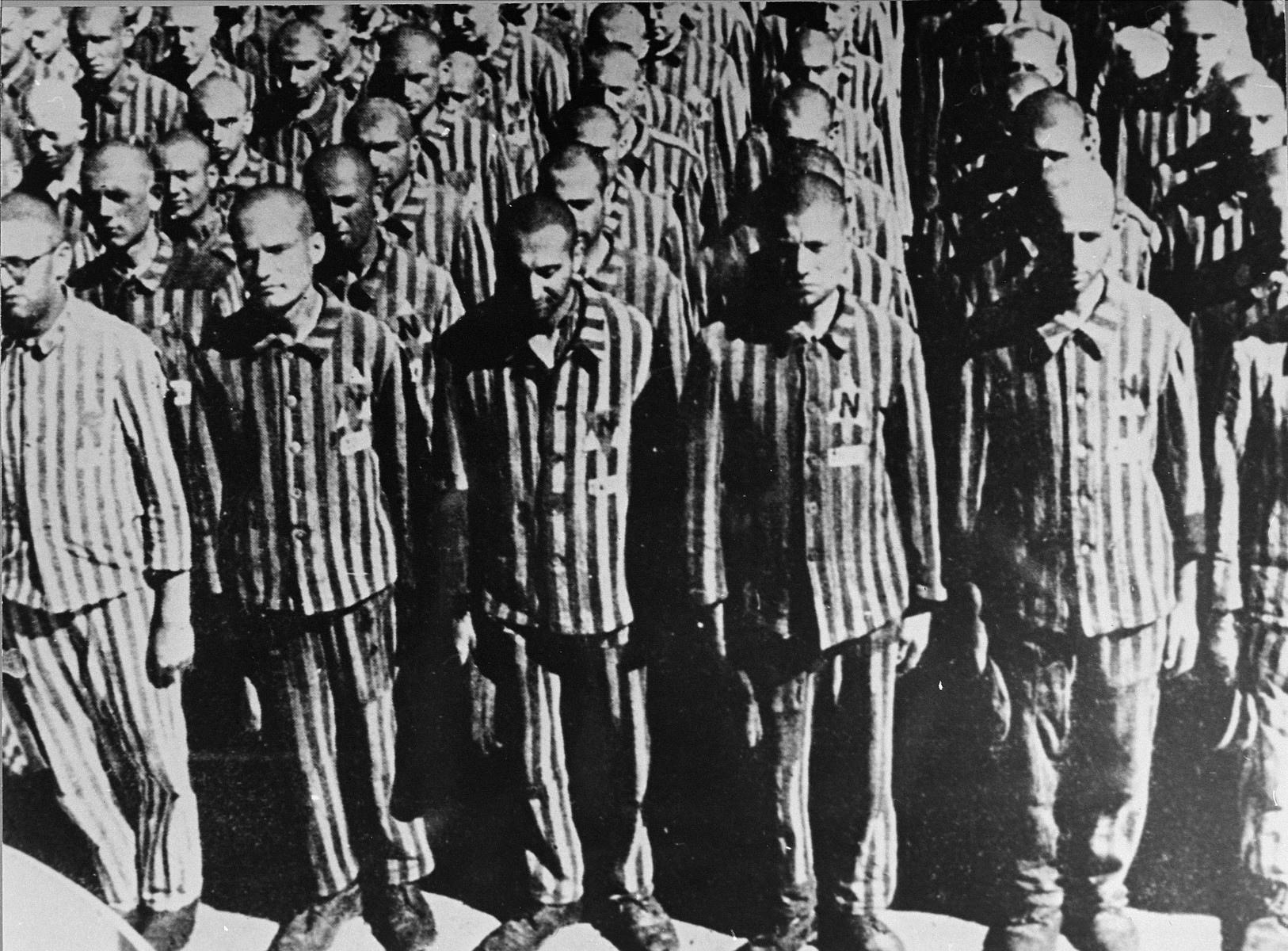
Голландские евреи в концлагере Бухенвальд

Поме́тка заключённых в концентрацио́нных лагеря́х нацистской Германии использовалась для группирования и социальной стигматизации заключённых. Соответствующие эмблемы должны были облегчать лагерному персоналу идентификацию заключённых по странам происхождения, расе, приговору и т. д. Номер заключённого заменял в лагере имя.

## Система треугольников

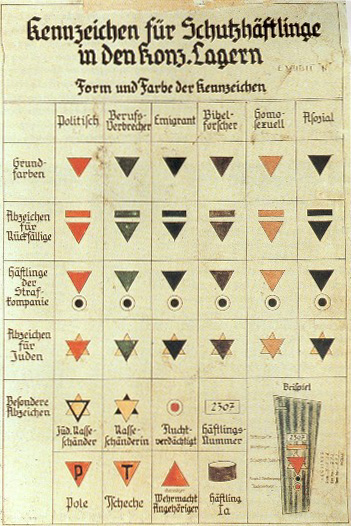
Памятка для лагерной охраны СС: «Пометка заключённых в концентрационных лагерях»

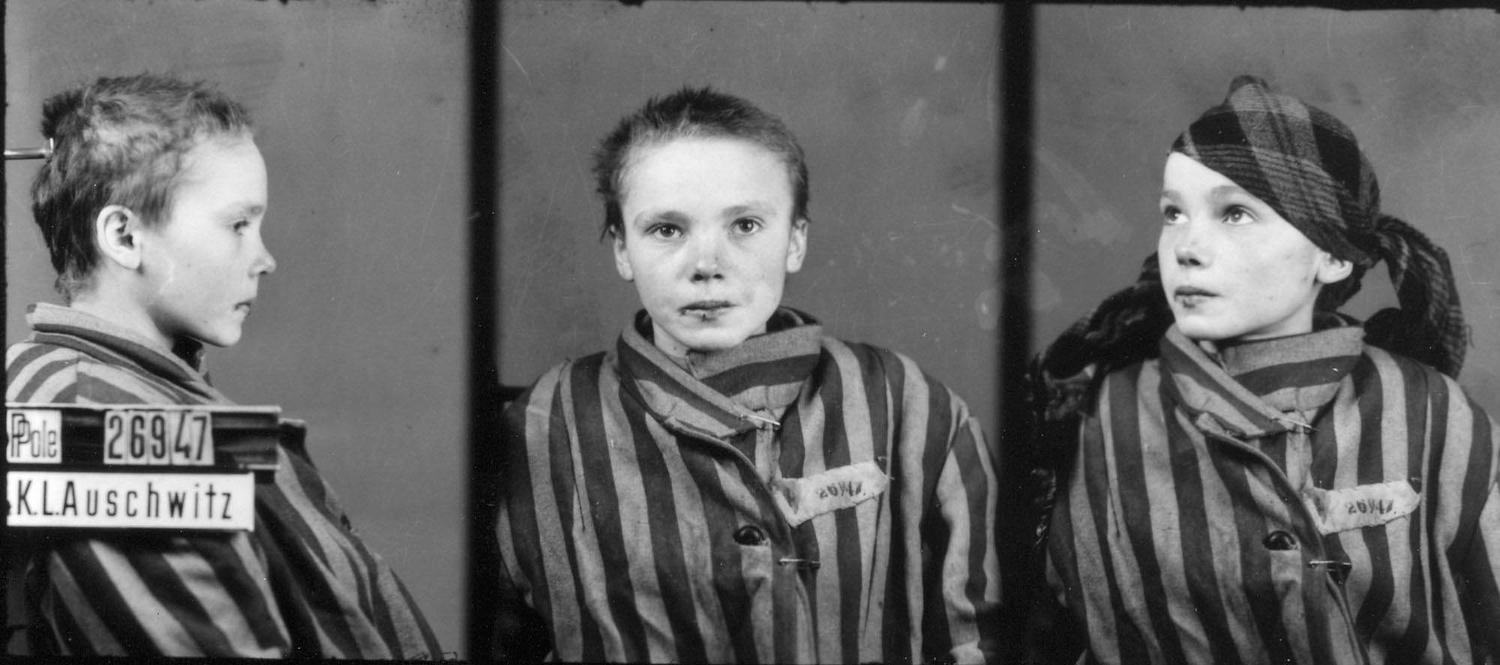
Чеслава Квока — 14-летняя узница Аушвица, 1942/43

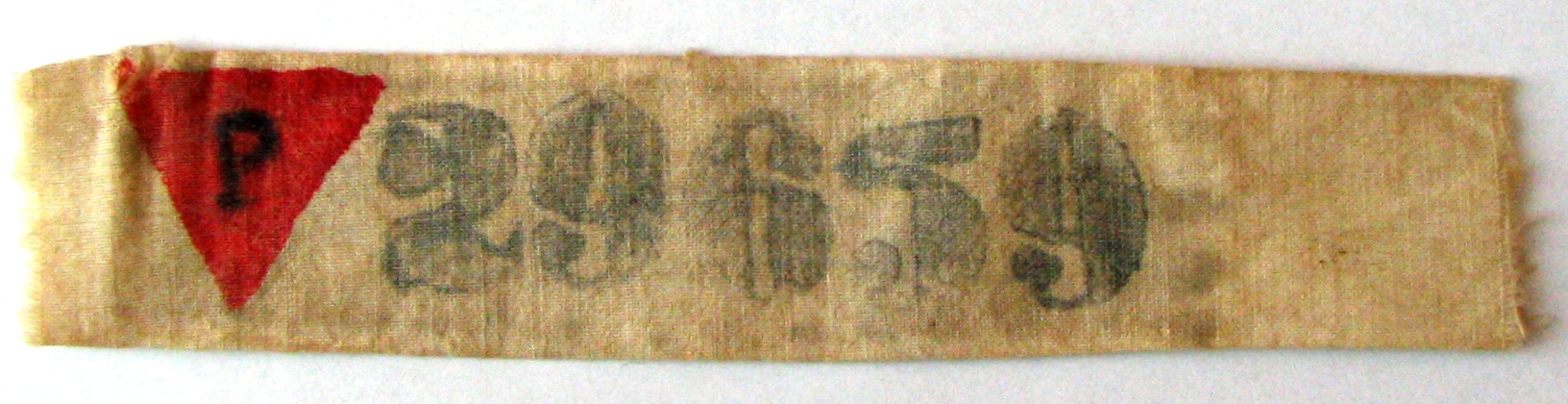
Винкель с номером — политический заключённый из Польши

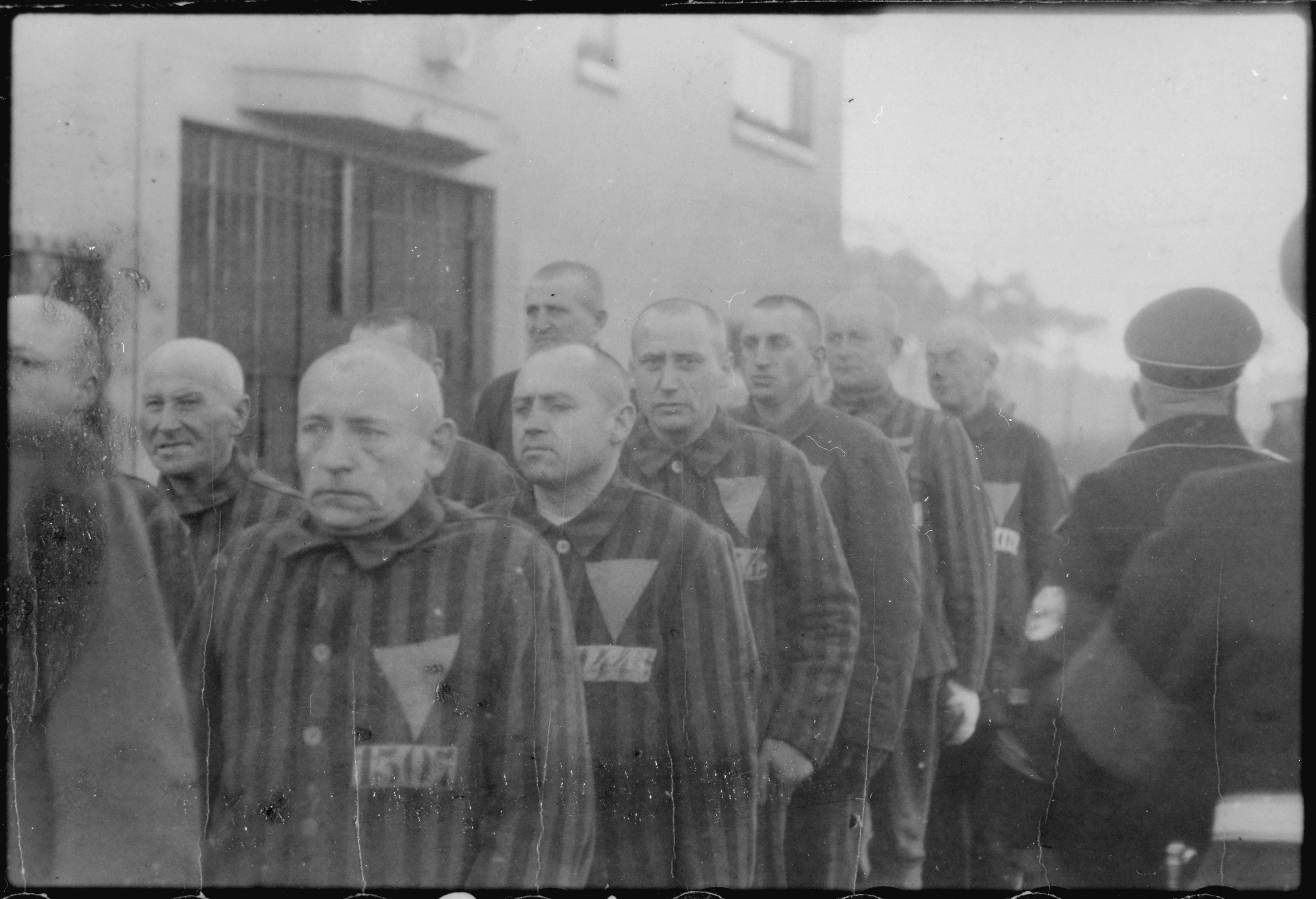
Группа заключённых концлагеря Заксенхаузен, 1938

Система пометок основывалась на использовании винкелей (нем. Winkel — угол) — перевёрнутых треугольников из разноцветной материи, нашитых на тюремную робу заключённых, чтобы лагерная охрана легко могла распознавать их принадлежность к определённой категории.

### Цветовые кодировки винкелей
Цвета треугольников определялись следующим образом:
- красный — политзаключённые: коммунисты, члены профсоюзов, либералы, социал-демократы, масоны и анархисты;
- красный перевёрнутый — шпионы, дезертиры, пленные;
- чёрный — «асоциальные элементы»: слабоумные, сумасшедшие, сутенеры, алкоголики, наркоманы, бездомные, попрошайки, тунеядцы, а также  феминистки,  лесбиянки и пацифисты[3];
- зелёный — обычные уголовники;
- лиловый — так называемые «бибельфоршеры», в числе которых находились, в первую очередь, свидетели Иеговы (в нацистской Германии их по-прежнему называли Исследователями Библии — нем. Bibelforscher), а также Свободные исследователи Библии и адвентисты седьмого дня;
- розовый — в первую очередь мужчины, осуждённые по § 175 за гомосексуальные контакты, в том числе и с несовершеннолетними, а также за сексуальные контакты с животными.
- синий — эмигранты;
- коричневый — цыгане (синти и рома) — первоначально также носили чёрный треугольник.

### Дополнительные пометки
Иногда добавлялись и другие пометы для обозначения национальности или функции заключённого (например, для капо, старших по бараку или блоку). В первые годы существования концлагерей, а частично и в более позднее время, на одежду заключённого также нашивался его номер. Дополнительно на треугольник наносилась буква, показывающая происхождение заключённого, например, «P» — у поляков.
В зависимости от страны происхождения заключённых помечали буквами:
- B — бельгийцы (нем. Belgier)
- F — французы (нем. Franzose)
- I — итальянцы (нем. Italiener)
- J — югославы (нем. Jugoslawien)
- N — голландцы (нем. Niederländer)
- P — поляки (нем. Polen)
- SU — советские военнопленные (нем. Sowjetunion)
- S — испанцы (нем. Spanier)
- T — чехи (нем. Tschechen)
- U — венгры (нем. Ungarn)

Евреи помечались двумя треугольниками, лежащими друг на друге, образуя звезду Давида. При этом нижний треугольник был жёлтого цвета, а верхний соответствовал категории заключённого.
Чёрный несплошной треугольник, расположенный поверх жёлтого, обозначал мужчину-еврея, «осквернившего» «арийскую расу», имея связь с «арийской» женщиной, и таким образом осуждённого за метисацию. Жёлтым треугольником, наложенным на чёрный, помечались «арийские» женщины, допустившие «осквернение» расы.
В качестве наказания заключённые могли быть дополнительно помечены «штрафной меткой», которая означала, что заключённый входит в штрафную группу. К таким заключённым лагерная охрана относилась с особой жестокостью.
Заключённые, арестованные в результате операций «Ночь и туман», часто помечались жёлтым треугольником с аббревиатурой NN (нем. Nacht und Nebel). Такие заключённые обычно содержались в одиночных камерах.

### Отклонения от общих принципов
Представленная выше схема указывает общие принципы пометки заключённых в концентрационных лагерях. Тем не менее, известны случаи несоответствия категории осуждённого и цвета треугольника. В Дахау треугольник гомосексуалов был зелёным, такой же треугольник нашивался гомосексуалам, осуждённым повторно. В Нойенгамме все заключённые из Нидерландов носили красные треугольники. Такие же треугольники получили в концентрационном лагере Равенсбрюк Элли Смула и Маргарита Розенберг, напротив имён которых было указано «лесбиянка».

## Таблица маркировки заключённых
Заключённые концлагерей помечались согласно следующей таблице:
|                             | Политический                              | Рецидивист                                       | Эмигрант                    | Бибельфоршер                                      | Гомосексуал (§ 175) | Асоциальный | Синти и рома |
| --------------------------- | ----------------------------------------- | ------------------------------------------------ | --------------------------- | ------------------------------------------------- | --- | --- | --- |
| Простой треугольник         |                                           |                                                  |                             |                                                   | | | |
| Повторно заключённый        |                                           |                                                  |                             |                                                   | | | |
| «Штрафная группа»           |                                           |                                                  |                             |                                                   | | | |
| Еврей                       |                                           |                                                  |                             |                                                   | | | - |
|                             |                                           |                                                  |                             |                                                   | | | |
| Специальные метки (примеры) | Мужчина-еврей, осквернивший арийскую расу | Арийская женщина, осуждённая за осквернение расы | Склонность к побегу         | Номер заключённого                                | Используемые маркировки наносились в следующем порядке: номер заключённого, полоса для повторного заключения, треугольник или звезда, членство в штрафной роте, склонность к побегу. | Используемые маркировки наносились в следующем порядке: номер заключённого, полоса для повторного заключения, треугольник или звезда, членство в штрафной роте, склонность к побегу. | Используемые маркировки наносились в следующем порядке: номер заключённого, полоса для повторного заключения, треугольник или звезда, членство в штрафной роте, склонность к побегу. |
| Специальные метки (примеры) | Поляк (политический заключённый)          | Чех (политический заключённый)                   | шпион, дезертир или пленный | Особый заключённый: коричневая нарукавная повязка | Используемые маркировки наносились в следующем порядке: номер заключённого, полоса для повторного заключения, треугольник или звезда, членство в штрафной роте, склонность к побегу. | Используемые маркировки наносились в следующем порядке: номер заключённого, полоса для повторного заключения, треугольник или звезда, членство в штрафной роте, склонность к побегу. | Используемые маркировки наносились в следующем порядке: номер заключённого, полоса для повторного заключения, треугольник или звезда, членство в штрафной роте, склонность к побегу. |

## Номер заключённого

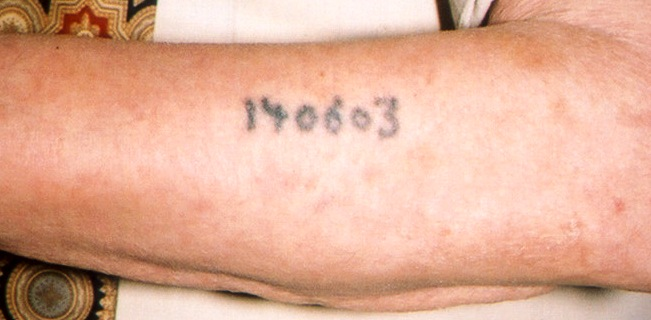
Вытатуированный номер заключённого из Освенцима

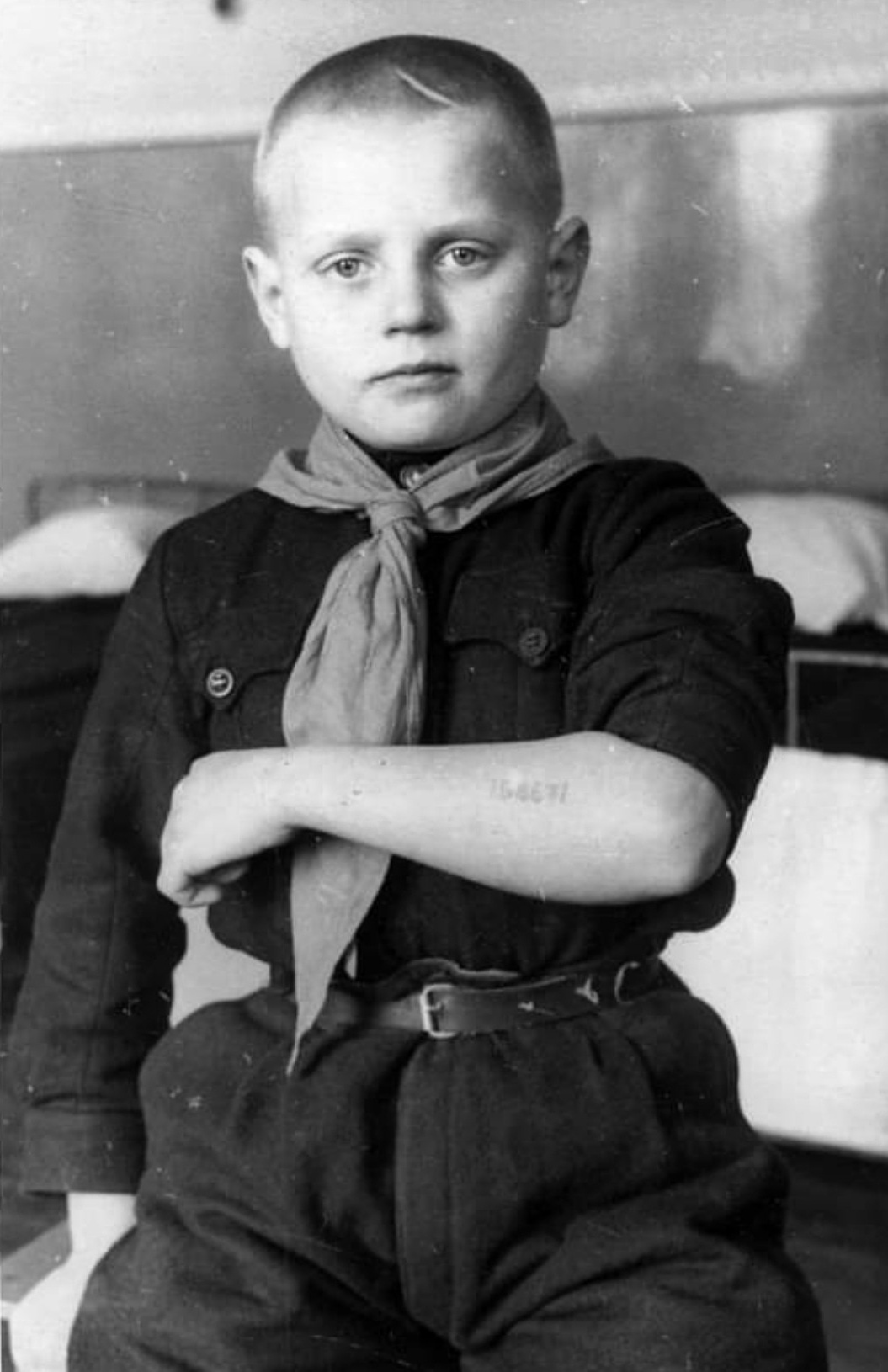
12-летний Алёша Лебедев, выживший в Освенциме, показывает вытатуированный номер заключённого

Обычно у заключённых их номер был написан на одежде. Лишь в Освенциме он был также вытатуирован на теле. Во-первых, для точной идентификации раздетых трупов, а во-вторых, для идентификации беглецов. Татуировки делались на левом предплечье. У детей, рождённых в лагере, татуировка ставилась на бедре, так как на предплечье не было достаточно места.
Иногда к номерам добавлялись специальные обозначения: у некоторых евреев это был треугольник, у цыган буква Z (от нем. Zigeuner). В мае 1944 у мужчин-евреев к номеру добавлялись буквы «A» и «B»; по неизвестным причинам у женщин буква «B» не использовалась даже после того как в серии «A» были использованы 20 тысяч номеров.
По номерам заключённых вёлся подробный учёт. В каждом лагере ежедневно по два раза в день проводились построения и переклички, на которых фиксировались все изменения (смерти, переводы заключённых из лагеря в лагерь, освобождения).